# Tina Križan
Tina Križan (* 18. März 1974 in Maribor, Jugoslawien) ist eine ehemalige slowenische Tennisspielerin.

## Karriere
Križan begann im Alter von sieben Jahren Tennis zu spielen. Sie gewann in ihrer Laufbahn sechs WTA-Doppeltitel, vier davon an der Seite ihrer Landsfrau Katarina Srebotnik. 2002 erreichte sie mit Position 19 der Doppelweltrangliste ihre beste Platzierung.
Als Mitglied der Olympiamannschaft spielte Križan bei den Olympischen Spielen 1992 in Barcelona, 2000 in Sydney und 2004 in Athen für Slowenien.
Von ihren 72 Partien für die slowenische Fed-Cup-Mannschaft, die sie zwischen 1992 und 2005 bestritten hat, konnte sie 42 gewinnen. 2007 beendete Tina Križan ihre Tenniskarriere.

## Turniersiege

### Einzel
| Nr. | Datum            | Turnier   | Kategorie   | Belag           | Finalgegnerin    | Ergebnis |
| --- | ---------------- | --------- | ----------- | --------------- | ---------------- | -------- |
| 1.  | 13. Februar 2000 | Ljubljana | ITF $25.000 | Teppich (Halle) | Miriam Schnitzer | 6:2, 6:3 |

### Doppel
| Nr. | Datum              | Turnier  | Kategorie   | Belag     | Partnerin          | Finalgegnerinnen                        | Ergebnis      |
| --- | ------------------ | -------- | ----------- | --------- | ------------------ | --------------------------------------- | ------------- |
| 1.  | 7. Oktober 1995    | Surabaya | WTA Tier IV | Hartplatz | Petra Kamstra      | Nana Miyagi Stephanie Reece             | 2:6, 6:4, 6:1 |
| 2.  | 18. April 1998     | Makarska | WTA Tier IV | Sand      | Katarina Srebotnik | Jewgenija Kulikowskaja Karin Kschwendt  | 7:6, 6:1      |
| 3.  | 17. Juli 1999      | Palermo  | WTA Tier IV | Sand      | Katarina Srebotnik | Åsa Carlsson Sonya Jeyaseelan           | 4:6, 6:3, 6:0 |
| 4.  | 15. April 2000     | Oeiras   | WTA Tier IV | Sand      | Katarina Srebotnik | Amanda Hopmans Cristina Torrens Valero  | 6:0, 7:69     |
| 5.  | 15. September 2001 | Waikoloa | WTA Tier IV | Hartplatz | Katarina Srebotnik | Els Callens Nicole Pratt                | 6:2, 6:3      |
| 6.  | 15. Januar 2005    | Canberra | WTA Tier V  | Hartplatz | Tathiana Garbin    | Gabriela Navrátilová Michaela Paštiková | 7:5, 1:6, 6:4 |